# ورزشگاه مرکزی پاولودار
ورزشگاه مرکزی پاولودار (به قزاقی: Pavlodar Central Stadium) یک ورزشگاه در قزاقستان است که در پاولودار، قزاقستان واقع شده‌است.